# Lista över fornlämningar i Gällivare kommun
Lista över fornlämningar i Gällivare kommun är en förteckning av ett urval av de fornlämningar som finns i Gällivare kommun.

## Gällivare
| Namn                                | Lämningstyp             | Tillkomsttid | Historisk indelning | Plats | Läge                 | ID-nr          | Bild                                      |
| ----------------------------------- | ----------------------- | ------------ | ------------------- | ----- | -------------------- | -------------- | ----------------------------------------- |
| Nabreluokta kapell (Gällivare 19:1) | Kyrka/kapell            |              | Gällivare, Lappland |       | 67.162998, 19.503453 | 10016500190001 | Ladda upp en till bild av detta fornminne |
| Gällivare 583:1                     | Stensättning            |              | Gällivare, Lappland |       | 67.422430, 21.608755 | 10016505830001 | Ladda upp en bild av detta fornminne      |
| Gällivare 583:2                     | Stensättning            |              | Gällivare, Lappland |       | 67.422430, 21.608755 | 10016505830002 | Ladda upp en bild av detta fornminne      |
| Gällivare 1727:1                    | Husgrund, historisk tid |              | Gällivare, Lappland |       | 67.966961, 17.331714 | 10016517270001 | Ladda upp en bild av detta fornminne      |
| Gällivare 1764:1                    | Husgrund, historisk tid |              | Gällivare, Lappland |       | 67.590306, 19.167116 | 10016517640001 | Ladda upp en bild av detta fornminne      |
| Gällivare 1777:3                    | Husgrund, historisk tid |              | Gällivare, Lappland |       | 67.589474, 19.152361 | 10016517770003 | Ladda upp en bild av detta fornminne      |
| Gällivare 2109:1                    | Stensättning            |              | Gällivare, Lappland |       | 67.755268, 19.677393 | 10016521090001 | Ladda upp en bild av detta fornminne      |
| Gällivare 2220                      | Hög                     |              | Gällivare, Lappland |       | 67.565137, 20.139829 | 12000000028144 | Ladda upp en bild av detta fornminne      |